# Municipio de East St. Clair
El municipio de East St. Clair (en inglés: East St. Clair Township) es un municipio ubicado en el condado de Bedford en el estado estadounidense de Pensilvania. En el año 2000 tenía una población de 3.123 habitantes y una densidad poblacional de 35.6 personas por km².

## Geografía
El municipio de East St. Clair se encuentra ubicado en las coordenadas 40°08′09″N 78°32′49″O / 40.1357, -78.5470.

## Demografía
Según la Oficina del Censo en 2000 los ingresos medios por hogar en la localidad eran de $34,847 y los ingresos medios por familia eran $38,429. Los hombres tenían unos ingresos medios de $28,776 frente a los $20,170 para las mujeres. La renta per cápita para la localidad era de $16,211. Alrededor del 8,4% de la población estaban por debajo del umbral de pobreza.